# Diagonal

Diagonal de un cubo (AC') y de una de sus caras (AC)

En un sistema de coordenadas cartesianas se han representado las curvas de algunas raíces, así como de sus potencias, en el intervalo [0,1]. La diagonal, de ecuación y = x, es eje de simetría entre cada curva y la curva de su inversa.

Una diagonal es todo segmento que une dos vértices no consecutivos de un polígono o de un poliedro. En sentido coloquial, una diagonal es una recta o segmento con cierta inclinación o un conjunto de elementos alineados de esta manera.

## Etimología
La palabra diagonal proviene del griego diagonios (διαγόνιος), utilizada tanto por Estrabón como por Euclides para referirse al segmento que conecta dos vértices de un rombo o cuboide, y formada por dia- ("a través") y gonia ("ángulo", relacionada con gony, "rodilla"), luego adoptada en latín como diagonus.

## Número de diagonales de un polígono
En un polígono de n lados, el número de diagonales viene dado por la ecuación:
| {\displaystyle N_{d}={\frac {n(n-3)}{2}}} |
| Este resultado se obtiene razonando de la siguiente manera: a partir de cada uno de los n vértices pueden trazarse n - 3 diagonales, pues no hay diagonales hacia sí mismo ni hacia los 2 vértices adyacentes. Dado que la diagonal que va de un vértice A a otro B y la que viene de ese vértice B de regreso al vértice A son la misma diagonal, se divide por dos para evitar contar esta diagonal dos veces. |

## Matriz matemática
Con el mismo criterio, se habla de diagonal secundaria superior o inferior para referirse a los elementos inmediatamente por encima o por debajo, respectivamente, de la diagonal principal. Con la misma definición de A que se dio antes, los elementos {\displaystyle a_{i,i+1},\ 1\leq i\leq n-1} conforman la diagonal secundaria superior, mientras que los elementos {\displaystyle a_{i+1,1},\ 1\leq i\leq n-1} conforman la diagonal secundaria inferior. Con el mismo criterio, se habla de una diagonal.

## Otros usos del término
Se denomina calle diagonal (o simplemente diagonal) a toda calle que, en un trazado de calles paralelas, une intersecciones rompiendo este esquema.
Por extensión una diagonal sirve para referirse a los elementos inmediatamente por encima o por debajo de la diagonal principal.

## Expresión pitagórica de la diagonal
- Si d es la diagonal de un rectángulo de lados contiguos m y n, cabe la igualdad: d2 = m²+n2